# Монте (Леко)
Монте је насеље у Италији у округу Леко, региону Ломбардија.
Према процени из 2011. у насељу је живело 405 становника. Насеље се налази на надморској висини од 369 м.